# Fjomet
Fjomet är en kulle i Antarktis. Den ligger i Östantarktis. Norge gör anspråk på området. Toppen på Fjomet är 2 165 meter över havet.
Terrängen runt Fjomet är platt åt nordost, men åt sydväst är den kuperad.  Trakten är obefolkad. Det finns inga samhällen i närheten.